# Jean-Louis Vidal
Pour les articles homonymes, voir Vidal.
 Jean-Louis Vidal, né en 1950, est un skieur alpin français.

## Biographie
Il est le fils de Francis Vidal, président du Ski-club de Nîmes.
Le 25 février 1973, à La Foux d'Allos, il est sacré Champion de France de slalom, devant Philippe Barroso et Hervé Scarafiotti.
Il obtient son meilleur résultat en coupe du monde le 15 mars 1973 en prenant la 13e place du slalom de Naeba remporté par Jean-Noël Augert.

## Palmarès

### Coupe du monde
- Meilleur résultat sur une épreuve : 13e du slalom de Naeba le 15 mars 1973

### Championnats de France

#### Élite
| Édition / Epreuve                 | Descente | Slalom géant | Slalom | Combiné |
| --------------------------------- | -------- | ------------ | ------ | ------- |
| Championnats 1973 La Foux d'Allos |          | annulé       | Or     |         |